# مجلس التمثيل الإقليمي
مجلس التمثيل الإقليمي (بالإندونيسية: Dewan Perwakilan Daerah) هي واحد من مجلسين برلمانيين في إندونيسيا. جنبا إلى جنب مع مجلس تمثيل الشعب حيث يشكلا الجمعية الاستشارية الشعبية. بموجب الدستور الإندونيسي تقتصر سلطة مجلس التمثيل الإقليمي على المناطق ذات الصلة بالحكومات الإقليمية ويمكنه فقط اقتراح وتقديم المشورة بشأن مشاريع القوانين لمجلس تمثيل الشعب. على عكس مجلس تمثيل الشعب فإن مجلس التمثيل الإقليمي لا يملك سلطة مباشرة لسن القوانين. وعادة ما يسمى أعضائه أعضاء مجلس الشيوخ بدلا من أعضاء مجلس التمثيل الإقليمي.

## التاريخ
تم دمج فكرة التمثيل الإقليمي في البرلمان في البداية في النسخة الأصلية من دستور عام 1945، مع مفهوم الممثلين الإقليميين في الجمعية الاستشارية الشعبية، إلى جانب ممثلي المجموعة وأعضاء مجلس تمثيل الشعب. وينظم هذا في المادة 2 من الدستور، والتي تنص على أن الجمعية الاستشارية تتكون من أعضاء مجلس تمثيل الشعب زائد ممثلين من المناطق والجماعات، وفقا للقواعد التي يحددها القانون. ثم تم تنظيم هذا الترتيب الفضفاض في قوانين وأنظمة مختلفة.
في دستور الولايات المتحدة الإندونيسية الصادر عام 1949 تحققت الفكرة في شكل مجلس شيوخ الولايات المتحدة الإندونيسية، الذي يمثل الولايات ويعمل جنبًا إلى جنب مع مجلس تمثيل الشعب.
كبديل عن الممثلين الإقليميين أنشئ مجلس تمثيل الشعب بموجب التعديل الثالث لدستور عام 1945 الصادر في 9 نوفمبر 2001 في خطوة نحو مجلسين. لا يتمتع مجلس التمثيل الإقليمي بصلاحيات المراجعة لمجلس الشيوخ مثل مجلس الشيوخ الأمريكي. تقيد المادة 22 (د) مجلس التمثيل الإقليمي في التعامل مع مشاريع القوانين المتعلقة بـ «الحكم الذاتي الإقليمي، وعلاقة الحكومة المركزية والمحلية، وتشكيل وتوسيع ودمج المناطق، وإدارة الموارد الطبيعية والموارد الاقتصادية الأخرى، والفواتير المتعلقة بالتوازن المالي بين المركز و المناطق».
أجرت المؤسسة الدولية للأنظمة الانتخابية دراسة استقصائية للتتبع في الانتخابات التشريعية الإندونيسية في عام 2004 والتي أظهرت أن الناخبين لم يعرفوا جميعهم كيفية التصويت للمرشحين لمجلس التمثيل الإقليمي الجديد، أو حتى كانوا على دراية بوجوده. أدى أول 128 عضواً منتخباً من مجلس التمثيل الإقليمي اليمين لأول مرة في 1 أكتوبر 2004.
لا يعد مجلس التمثيل الإقليمي مجلسًا حقيقيًا حقيقيًا، لأن سلطة مجلس التمثيل الإقليمي ضعيفة نسبيًا مقارنة بالتنظيم القديم، خاصة أنه لا يوجد لديه قانون مباشر أو سلطة نقض مشاريع القوانين. وفقًا للعالم الدستوري الإندونيسي جيملي أشديقي، فإن الضعف النسبي لمجلس التمثيل الإقليمي كان نتيجة لحل وسط في اللجنة المسؤولة عن التعديل الدستوري. أراد الفصيل الإصلاحي غرفة ثانية قوية بالإضافة إلى مجلس تمثيل الشعب الحالي من أجل تعزيز الضوابط والتوازنات، لكن هذا عارضه الفصيل المحافظ.

## العضوية
تنص المادة 22 (ج) من الدستور على انتخاب جميع أعضاء مجلس التمثيل الإقليمي من خلال الانتخابات التشريعية الرئاسية كل خمس سنوات، إلى جانب أعضاء مجلس تمثيل الشعب. العدد الإجمالي للأعضاء محدود بحيث لا يتجاوز ثلث عدد أعضاء مجلس تمثيل الشعب. تنتخب كل مقاطعة في إندونيسيا 4 أعضاء لمجلس التمثيل الإقليم من أجل الديمقراطية على أساس غير حزبي، رغم أن العديد من المرشحين في انتخابات أبريل 2004 لهم صلات بالأحزاب الممثلة في مجلس ممثلي الشعب. يمثل الأعضاء مصالح مقاطعاتهم.

## القوى والهيكلة
يمكن أن يقترح مجلس التمثيل الإقليمي مشاريع القوانين الإقليمية على مجلس تمثيل الشعب، ويجب سماعها بشأن أي مشروع قانون إقليمي تقترحه مجلس تمثيل الشعب.